# بوليكاربوف إ-185
بوليكاربوف إ-185 (بالإنجليزية: Polikarpov I-185)‏ هي طائرة مقاتلة سوفياتية تم تصميمها في 11 يناير 1941م, ثم تم إلغاء تصنيعها بعد صناعة 4 طائرات منها، تعتبر إنجازا مهما للصناعة السوفياتية، ولو لم يتم تصنيعها بشكل كبير.